# Kevin Davies
Kevin Cyril Davies (født 26. marts 1977 i Sheffield, England) er en engelsk tidligere fodboldspiller, der spillede som angriber. Han spillede ti år for Bolton Wanderers og var desuden tilknyttet blandt andet Southampton, Chesterfield og Preston.

## Landshold
Davies spillede én kamp Englands A-landshold, der faldt i 2010.